# Coppa Italia 2023-2024 (pallamano maschile)
La Coppa Italia di pallamano 2023-2024 è stata la 39ª edizione della coppa nazionale di pallamano maschile.
La competizione si è svolta dall'1 al 4 febbraio 2024 alla Play Hall di Riccione.
I campioni in carica del Brixen hanno difeso il titolo, vincendo la finale per 26-25 contro il Black Devils.

## Formula
Il torneo si disputa con la formula delle Final Eight. Le otto squadre ammesse sono le prime otto classificate al termine del girone d'andata della Serie A Gold 2023-24.
La vincitrice della manifestazione si aggiudica un posto in EHF European Cup per la stagione successiva. Nel caso la vincitrice si sia già qualificata per qualsiasi coppa europea durante il campionato, la qualificazione viene assegnata alla finalista.

## Squadre partecipanti
Il 24 gennaio 2024, con i recuperi della dodicesima giornata, vengono decise le squadre partecipanti:
- Prima classificata: SSV Brixen Handball
- Seconda classificata: Alperia Black Devils
- Terza classificata: Sidea Group Junior Fasano
- Quarta classificata: Pallamano Conversano 1973
- Quinta classificata: Bozen Loacker Volksbank
- Sesta classificata: Cassano Magnago Handball Club
- Settima classificata: Raimond Ego Sassari
- Ottava classificata: Teamnetwork Albatro

## Risultati
|  | Quarti di finale | Quarti di finale | Quarti di finale |                 |              | Semifinali   | Semifinali  | Semifinali |  |  | Finale | Finale | Finale |  |
|  |                  |                  |                  |                 |              |              |             |            |  |  |        |        |        |  |
|  | 1                | Brixen           | 37               |                 |              |              |             |            |  |  |        |        |        |  |
|  | 1                | Brixen           | 37               |                 |              |              |             |            |  |  |        |        |        |  |
|  | 8                | Albatro Siracusa | 27               |                 |              |              |             |            |  |  |        |        |        |  |
|  | 8                | Albatro Siracusa | 27               |                 | Brixen       | Brixen       | 29 (d.t.r.) |            |  |  |        |        |        |  |
|  |                  |                  |                  |                 | Brixen       | Brixen       | 29 (d.t.r.) |            |  |  |        |        |        |  |
|  |                  |                  | Bozen            | Bozen           | 28           |              |             |            |  |  |        |        |        |  |
|  | 4                | Conversano       | Bozen            | Bozen           | 28           | 29           |             |            |  |  |        |        |        |  |
|  | 4                | Conversano       |                  |                 |              |              |             |            |  |  |        |        |        |  |
|  | 5                | Bozen            | 34               |                 |              |              |             |            |  |  |        |        |        |  |
|  | 5                | Bozen            | 34               |                 | Brixen       | Brixen       | 26          |            |  |  |        |        |        |  |
|  |                  |                  |                  |                 |              |              |             |            |  |  |        |        |        |  |
|  |                  |                  | Black Devils     | Black Devils    | 25           |              |             |            |  |  |        |        |        |  |
|  | 2                | Black Devils     | Black Devils     | Black Devils    | 25           | 26           |             |            |  |  |        |        |        |  |
|  | 2                | Black Devils     |                  |                 |              |              |             |            |  |  |        |        |        |  |
|  | 7                | Sassari          | 24               |                 |              |              |             |            |  |  |        |        |        |  |
|  | 7                | Sassari          | 24               |                 | Black Devils | Black Devils | 27          |            |  |  |        |        |        |  |
|  |                  |                  |                  |                 | Black Devils | Black Devils | 27          |            |  |  |        |        |        |  |
|  |                  |                  | Cassano Magnago  | Cassano Magnago | 26           |              |             |            |  |  |        |        |        |  |
|  | 3                | Junior Fasano    | Cassano Magnago  | Cassano Magnago | 26           | 25           |             |            |  |  |        |        |        |  |
|  | 3                | Junior Fasano    |                  |                 |              |              |             |            |  |  |        |        |        |  |
|  | 6                | Cassano Magnago  | 26               |                 |              |              |             |            |  |  |        |        |        |  |

### Quarti di finale
| Arbitri: | G. Fato L. Guarini (Fasano) |

|         |           |         |
| Núñez 8 | Marcatori | Brzić 6 |

| Arbitri: | G. S. Merisi (Gallarate) A. Pepe (Sassari) |

|                     |           |           |
| Cañete, E. Iballi 6 | Marcatori | Bobičić 7 |

| Arbitri: | M. Carrino S. Pellegrino (Napoli) |

|          |           |            |
| Tınkır 6 | Marcatori | Pandžić 10 |

| Arbitri: | L. Fornasier (Merano) D. Schiavone (Siracusa) |

|             |           |                   |
| Pugliese 11 | Marcatori | Branca, Moretti 5 |

### Semifinali
| Arbitri: | M. Carrino S. Pellegrino (Napoli) |

|          |           |           |
| Cuello 7 | Marcatori | Moretti 8 |

| Arbitri: | S. Riello (Torri di Quartesolo) N. Panetta (Perinaldo) |

|                                               |                      |                                           |
| De Oliveira 12                                | Marcatori            | Pandžić 8                                 |
| De Oliveira Stricker Cañete A. Iballi Arcieri | Tiri di rigore 4 – 3 | Di Giulio Udovičić Pandžić Bašić Brantsch |

### Finale
| Arbitri: | C. Dionisi S. Maccarone (L'Aquila) |

|                                                                                              |           |                                                                                           |
| De Oliveira 8 Sontacchi 5 Arcieri 4 Cañete 3 Mülhögger 2 Stricker Lu. 2 Iballi A. 1 Korbel 1 | Marcatori | Cuello 6 Milović 3 Romei 3 Starčević 3 Visentin 3 Wolf 3 Núñez 2 Gerstgrasser 1 Martini 1 |